# Margaux Rifkiss
Margaux Rifkiss, née le 9 juin 1996 à Paris, est une escrimeuse française pratiquant le sabre.

## Biographie
Margaux Rifkiss remporte la médaille de bronze en sabre individuel aux Jeux européens de 2015 à Bakou.
Elle remporte la médaille d'or en sabre par équipes aux Jeux européens de 2023 à Cracovie, qui font office de Championnats d'Europe pour les épreuves par équipes.

## Palmarès
- Championnats d'Europe d'escrime
  -  Médaille d’or en sabre par équipes aux Jeux européens de 2023 (faisant office de Championnats d'Europe par équipes) à Cracovie

- Jeux européens
  -  Médaille d’or en sabre par équipes aux Jeux européens de 2023
  -  Médaille de bronze en sabre individuel aux Jeux européens de 2015

- Universiade
  -  Médaille de bronze en sabre par équipes à l'Universiade d'été de 2017
  -  Médaille de bronze en sabre par équipes à l'Universiade d'été de 2019

- Championnats de France d'escrime
  -  Médaille d'argent en sabre individuel en 2017
  -  Médaille d'argent en sabre individuel en 2018
  -  Médaille d'argent en sabre par équipes en 2023
  -  Médaille de bronze en sabre individuel en 2016
  -  Médaille de bronze en sabre individuel en 2019
  -  Médaille de bronze en sabre par équipes en 2015
  -  Médaille de bronze en sabre par équipes en 2018
  -  Médaille de bronze en sabre par équipes en 2022